# قصر بلدية باريس

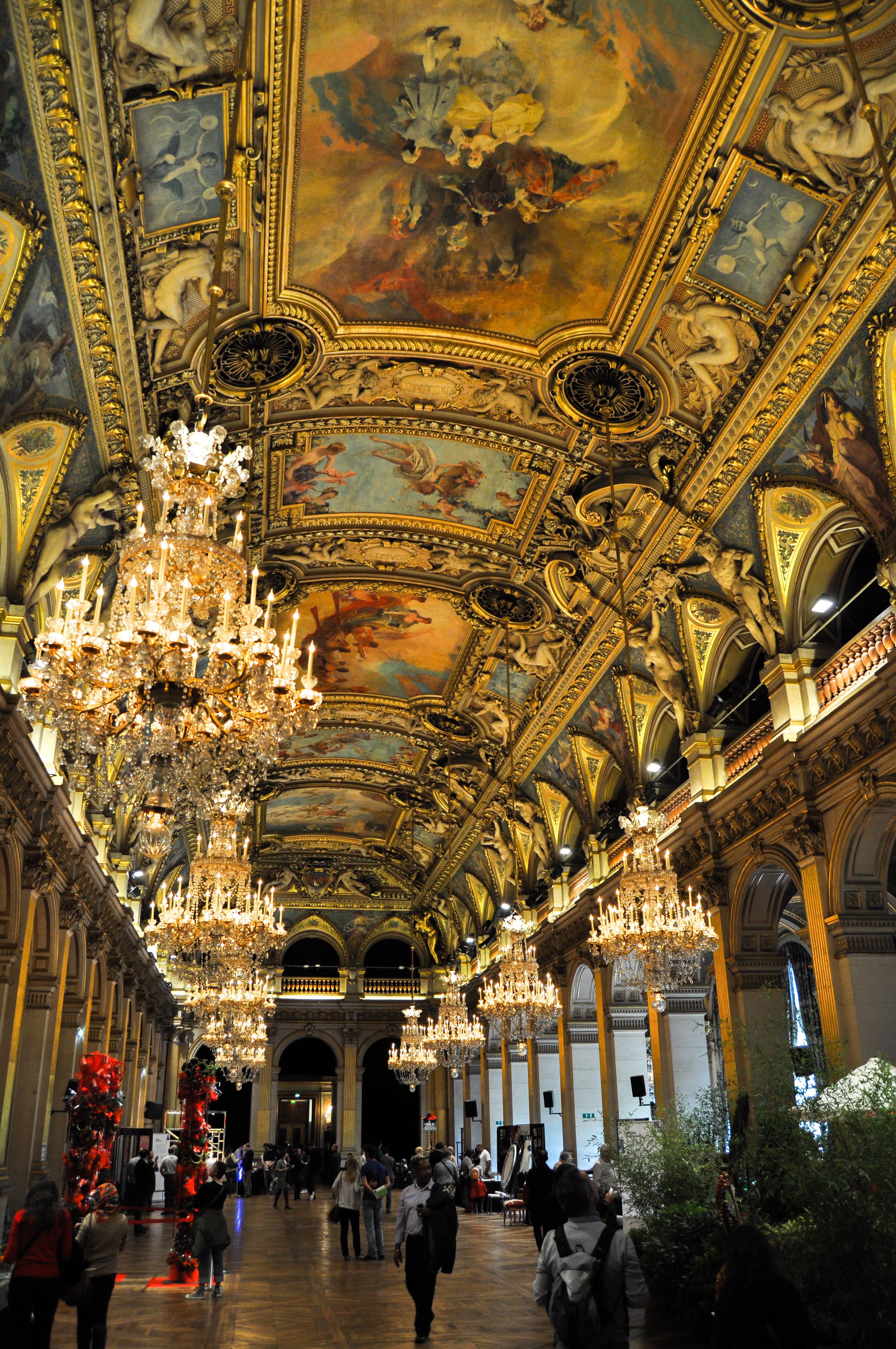
قاعة الاحتفالات.

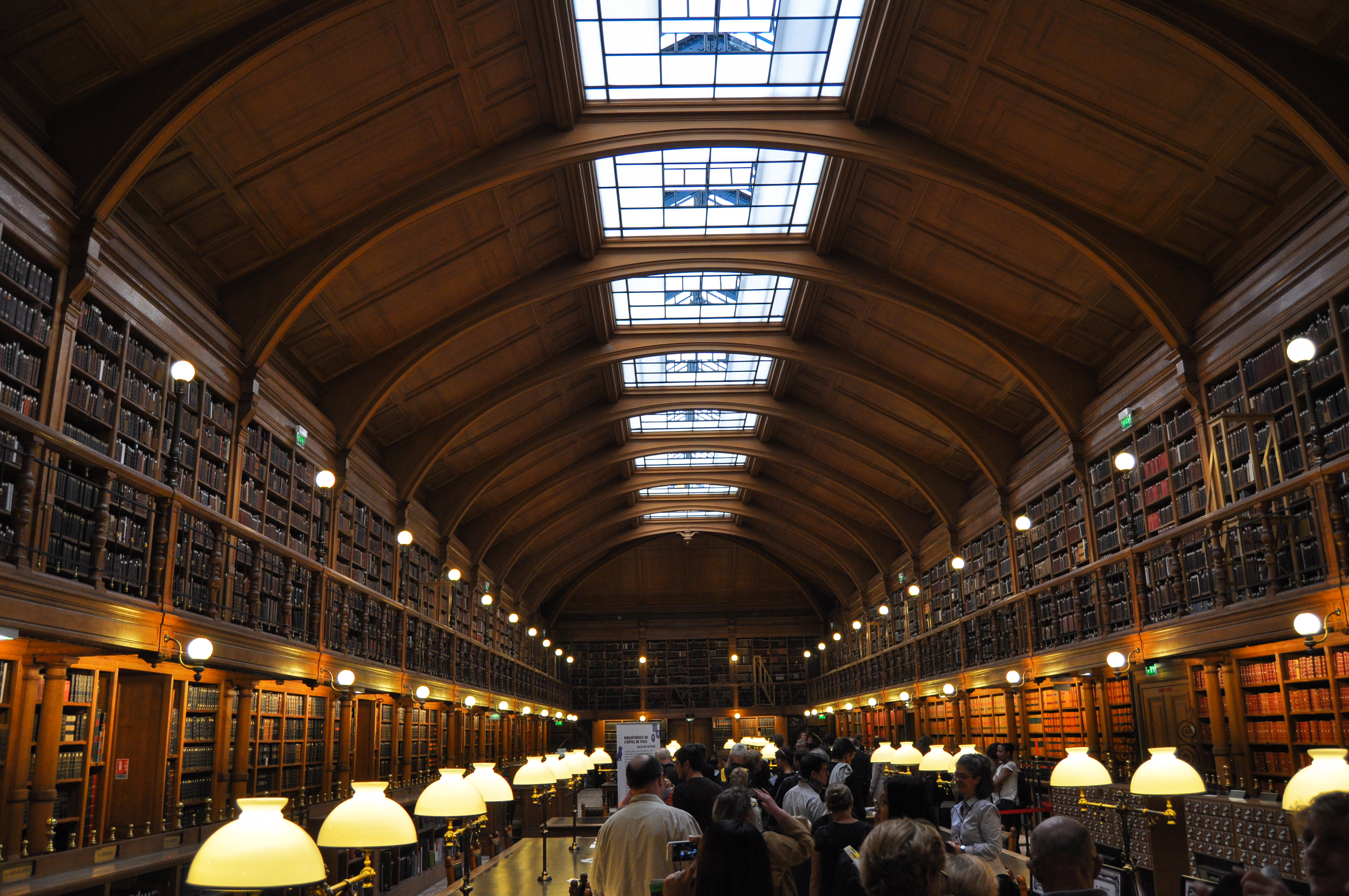
مكتبة القصر.

قصر بلدية باريس (بالفرنسية: Hôtel de ville de Paris)‏ هو مبنى يستضيف المؤسسات البلدية في باريس منذ 1357، ويقع في الدائرة الرابعة.

يخدم هذا المبنى محطتي مترو قصر البلدية وشاتليه.

## العمارة

### شخصيات على الواجهة
الواجهة الرئيسية منمقة ومزخرفة بشخصيات مرموقة من مدينة باريس، فنانين، علماء، حكماء، سياسيين، تجار. قصر البلدية القديم الموسع تحت حكم لويس فيليب الأول كان مزخرف بتماثيل أرضية تمثل رجال مشهورين من باريس. أغلب هذه التماثيل دمرت أثناء كومونة باريس.

في باحة القصر يوجد تمثالين من البرونز، الأولى إسمها الفن صممها لورون ماركاست، والثانية إسمها العِلم صممها جول بلونشار.

### قاعة الاحتفالات
قاعة احتفالات قصر بلدية باريس تمثل النسخة «الجمهورية» من قاعة المرايا في قصر فيرساي الذي بني قرنين قبل هذا.

بعد احتراقه أثناء كومونة باريس (1871)، تم إعادة بناء القصر حسب طراز عصر النهضة تحت الجمهورية الفرنسية الثالثة. اللوحات الجدارية الموجودة على التقويسات في قاعة الاحتفالات تمثل 16 محافظة فرنسية، قام برسمهم أربعة رسامين وهم جان جوزيف وارت، فرانسوا إميل إرمان، بول ميلييه وفردينان إومبار.

عدة محافظات فرنسية غير موجودة في القاعة منها فرانش كونته وليموزان ودوقية بوربون وألزاس، بينما الجزائر الفرنسية موجودة.
| التقويسات الشمالية من قبل جان جوزيف وارت - فلانديرز - بيكاردي | التقويسات الشرقية من قبل فرانسوا إميل إرمان - بيري - شامباني - بريتاني - بورغوني - أوفرن - لورين | التقويسات الجنوبية من قبل بول ميلييه - النورماندي - دوقية نيس | التقويسات الغربية من قبل فردينان إومبار - الجزائر الفرنسية - ليونيه - لانغيدوك - غاسكونية - بروفنس - غويانا الفرنسية |
| ------------------------------------------------------------- | ------------------------------------------------------------------------------------------------ | ------------------------------------------------------------- | --- |

## الحديقة
حديقة مساحتها 394 1 متر مربع. إسمها التاريخ حديقة قصر البلدية، ولكن منذ مارس 2015 سميت حديقة كومباتون دو لا نوف وذلك تخليدا للجمهوريين الإسبان المشاركين في تحرير باريس سنة 1944، ولذلك غير الاسم بمناسبة الزيارة الرسمية التي قام بها فيليب السادس ملك إسبانيا وزوجته ليتيزيا أورتيز في نفس الوقت.

## صور

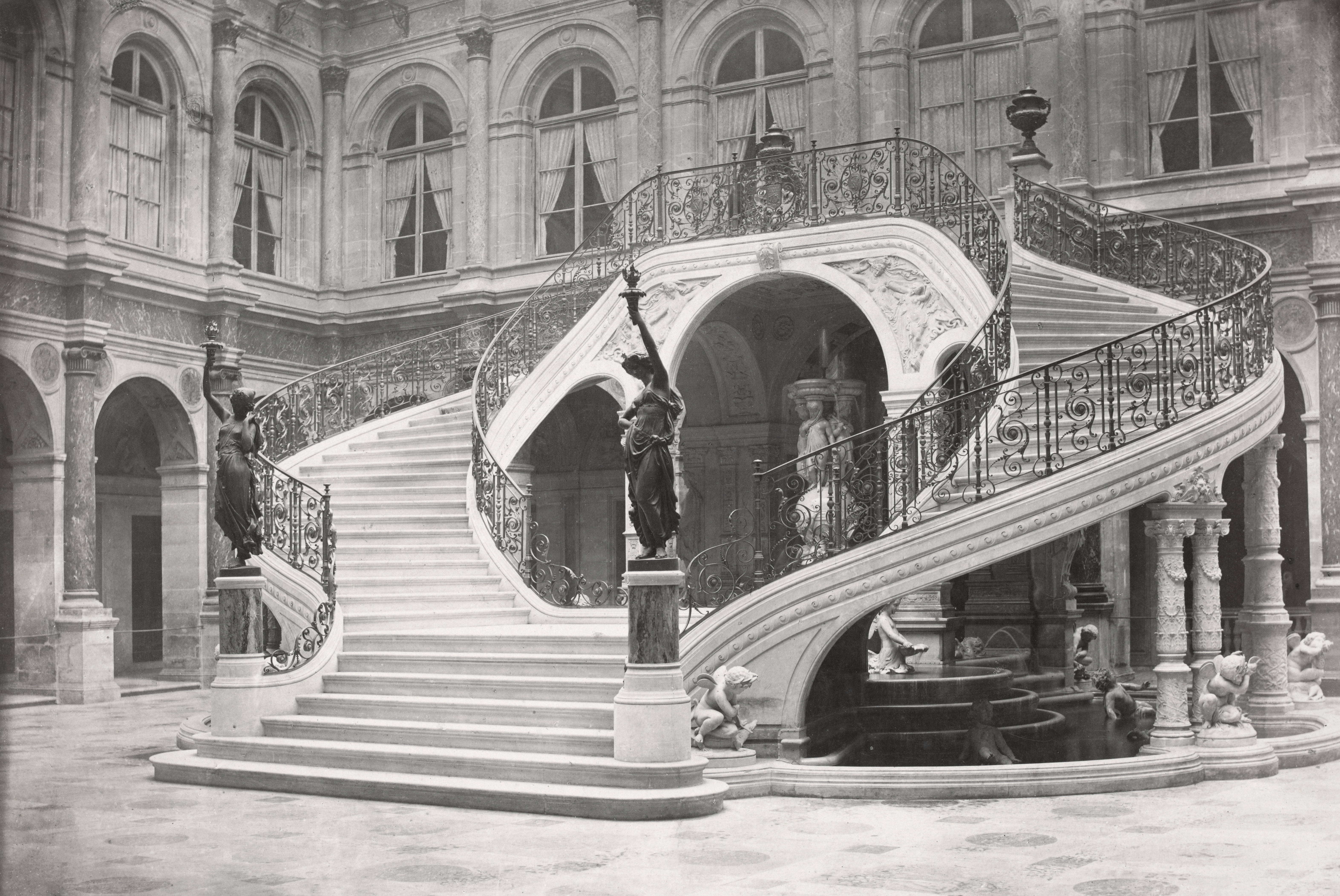
مدرج ساحة لويس الرابع عشر القديم قبل تهديمه.
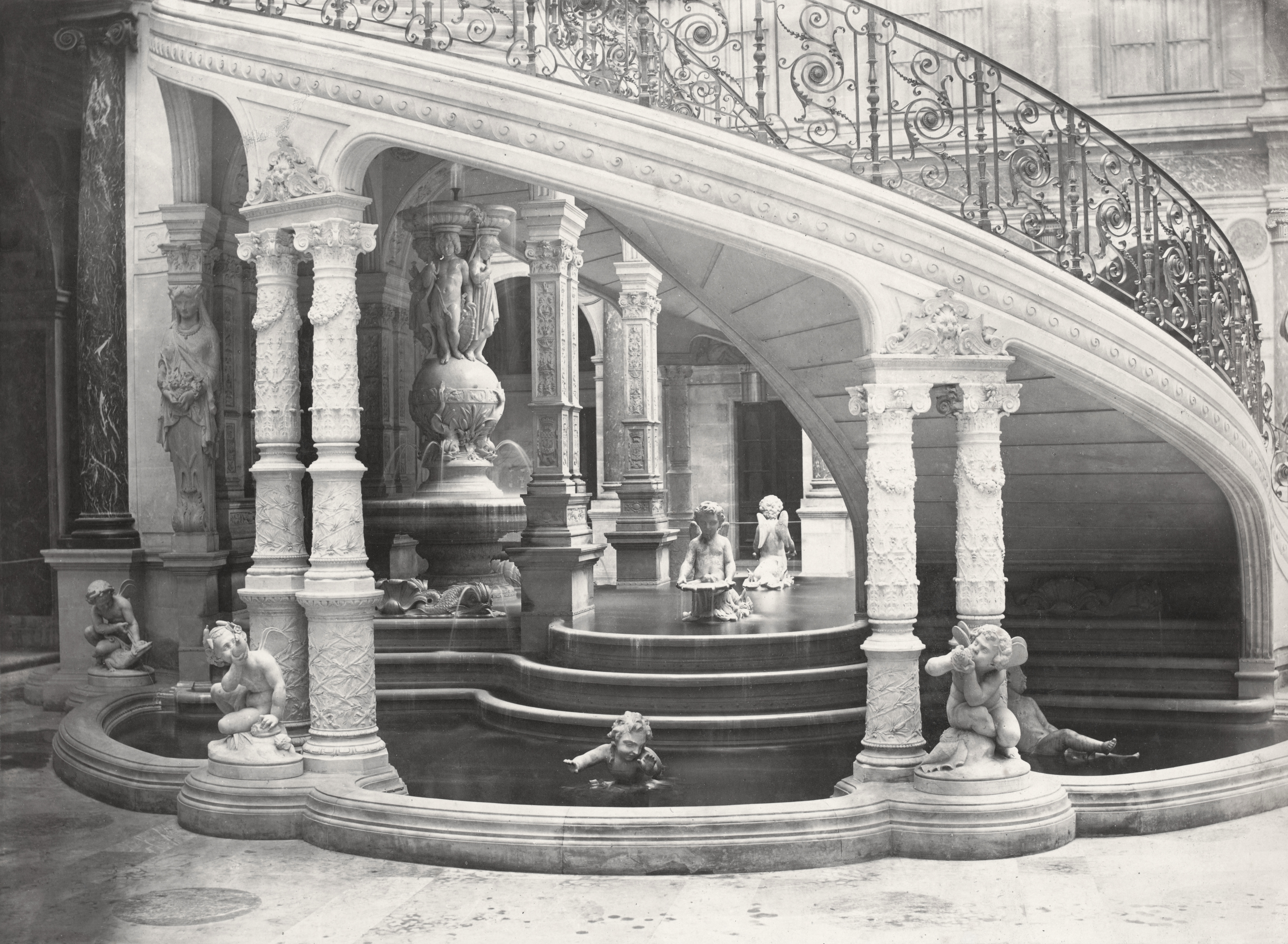
مدرج ساحة لويس الرابع عشر القديم قبل تهديمه.
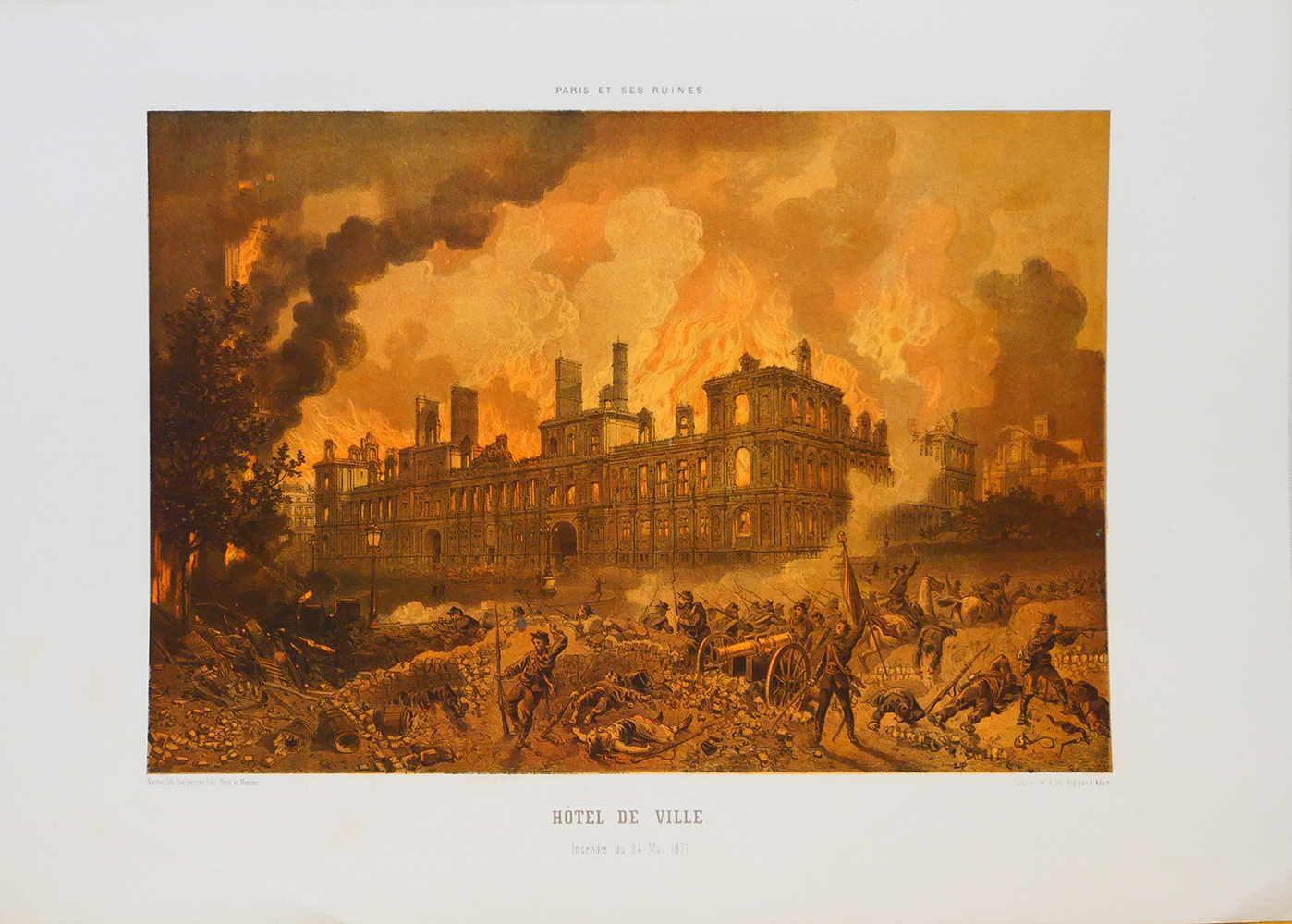
حريق قصر البلدية أثناء كومونة باريس.
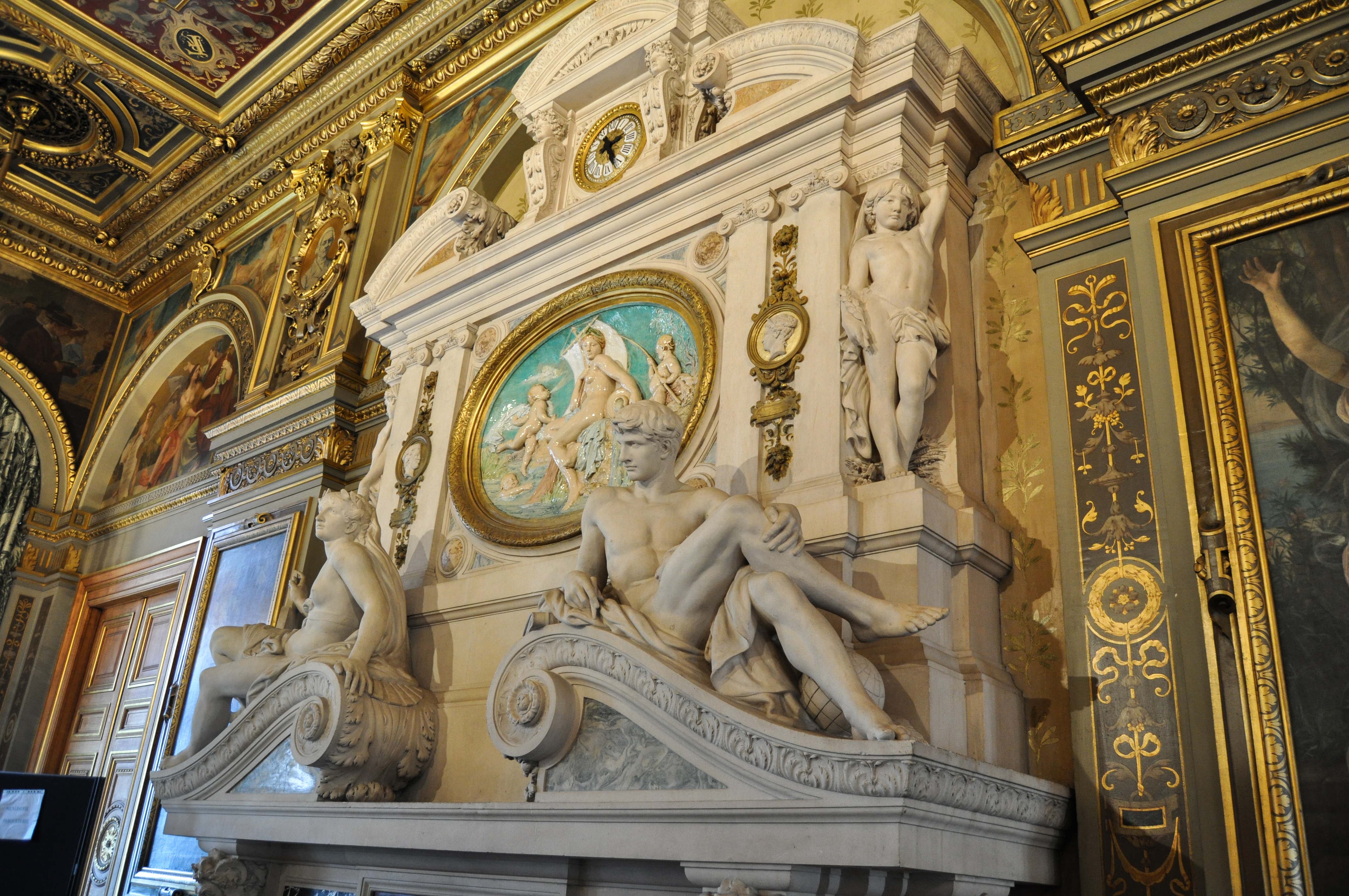
زخارف على إحدى القاعات من الداخل.
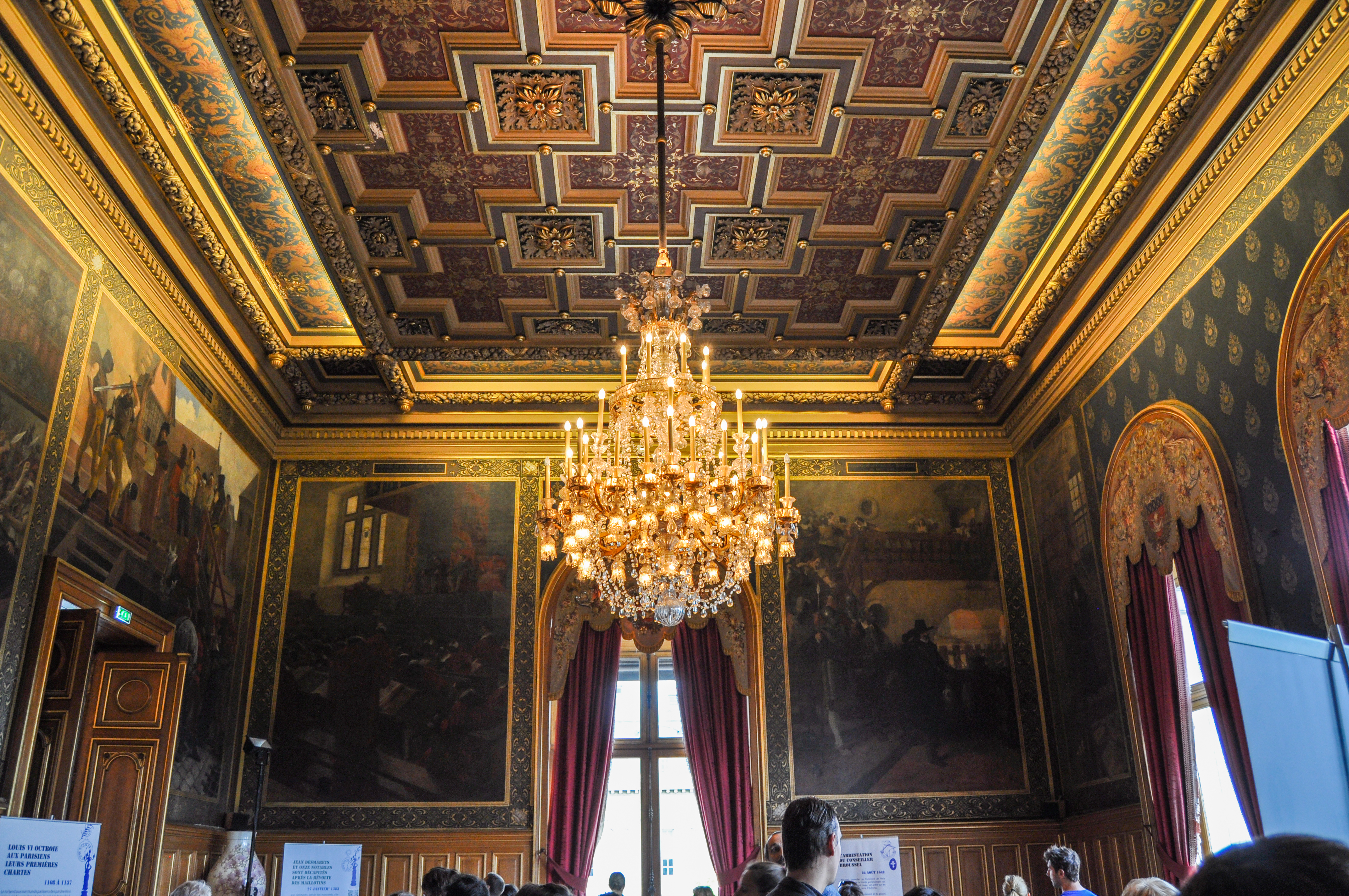
سقف وثرية إحدى القاعات.
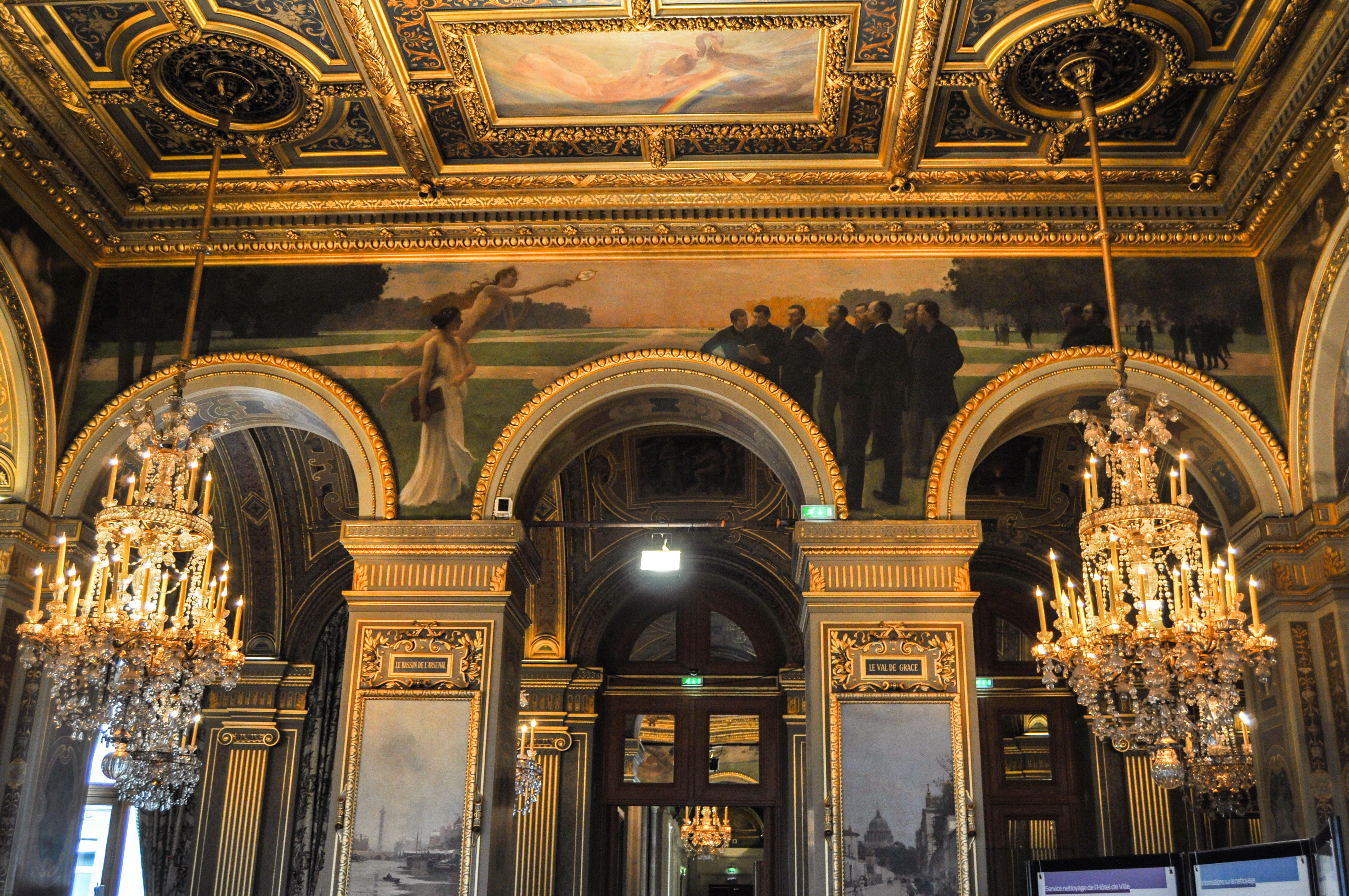
زخارف على إحدى القاعات من الداخل.
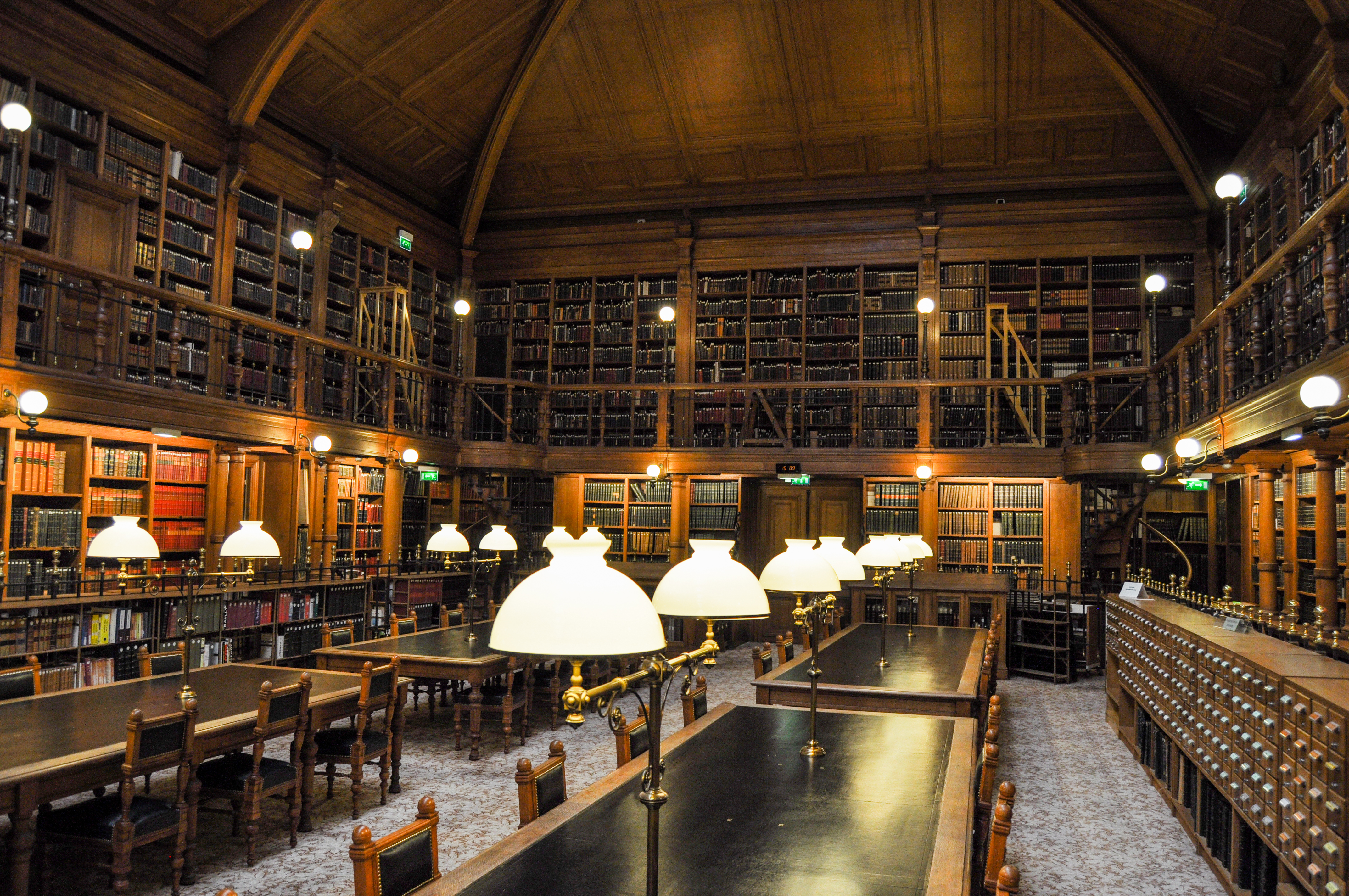
مكتبة القصر.
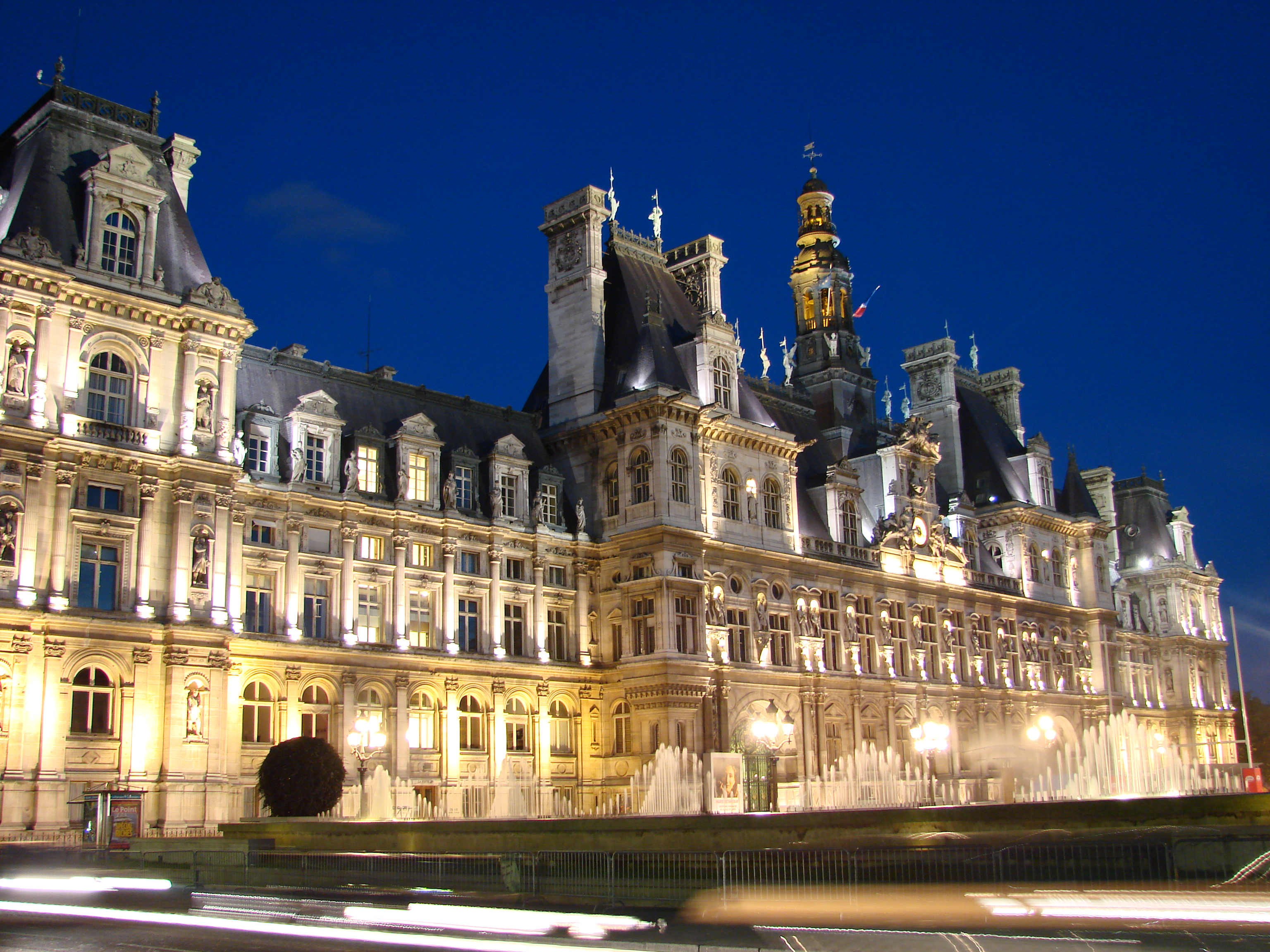
القصر من الخارج ليلا.

## مقالات ذات صلة
- بلدية باريس
- عمدة باريس
- مكتبة قصر بلدية باريس
- قائمة الشخصيات على واجهات قصر بلدية باريس